# Ahu Tongariki
Ahu Tongariki najveći je ahu na Uskršnjem otoku što se nalazi uz obalu podno vulkana Puakatike. Tijekom građanskog rata između Dugouhih i Kratkouhih bio je srušen, a 1960. obalu je pogodio plimni val (tsunami) kojega je izazvao potres, te moaie, od kojih su neki teški i 30 tona, odnio u unutrašnjost otoka nekoliko stotina stopa.
Ahu Tongariki ima na sebi 15 moaija. Restauriran je 1990-ih godina pod vodstvom čileanskog arheologa Claudia Cristina